# Francisco Almenar Quinzá
Francisco Almenar Quinzá (Valência, Espanha, 1876 -. id 1936) foi um arquiteto espanhol, que também foi presidente do clube Valência.

## Biografia
Desenhou algumas obras importantes da cidade de Valência, entre os quais o Pavilhão da Agricultura e da Câmara da Indústria da Exposição Regional, realizada em 1909. Ele também é autor dp Teatro Martí e Grand Theatre, além da Igreja de San Juan e San Vicente.
Ele foi nomeado professor na Real Academia de Bellas Artes de San Carlos.

## Valência CF
Parceiro de Valência Futebol Clube, foi o arquiteto responsável pela construção de Estádio Mestalla. Em 3 de novembro de 1935 foi nomeado presidente do clube, substituindo Adolfo Royo, após o mandato provisório de um mês de Luis Casanova. No entanto, Almenar morreu apenas quatro meses depois de chegar ao cargo em 7 março de 1936 e Luis Casanova teve, novamente, a presidência.